# Viador (cônsul)
Flávio Viador (em latim: Flavius Viator) foi um oficial romano ocidental do século V, ativo após a Queda do Império Romano do Ocidente em 476. Segundo os Fasti, tornou-se cônsul ocidental em 495, sem colega no Oriente. É citado nas fontes gregas como "o ilustríssimo" (em grego: ο ενδοξότατος; romaniz.: o endoxotatos).